# なっこ
なっこ（5月19日 - ）は、日本の女性タレント、歌手、アーティスト、モデル。神奈川県出身。身長160cm、体重45kg。血液型はA型。

## 来歴・人物
小学生の頃より歌う事の楽しさに目覚め、ボーカルスクールに通い始める。後に文化祭、路上ライブ、コンテストなどで場数を踏み、数々の賞を受賞する。全日本アニソングランプリでは最終ネット選考審査まで残り、投票にて東京予選1位を獲得。高校時代からはバンドのボーカルとしてもライブ経験を積む。
元々アニメ、アニソンが好きで、アニメのキャラクターに扮して歌う楽しさに目覚め、渋谷・秋葉原・横浜などでもライブを行う。コスプレをしながらのパフォーマンス、ライブ中撮影可能な環境を提供しており、撮影会などのイベントも定期的に開催し、写真集や、自らをモチーフとしたグッズを制作している。
私服のゴシックロリータをテーマにしたファッションショー、雑誌等でも活躍中。
特技である造型制作ではコスプレ衣装等を自作して公開している。
現在、WOLFGANG OZとして楽曲制作、リリース、ワンマンライブ等で活動
最近では、youtuberとしても活動しており、ゲーム実況をメインに「なっこちゃんねる」というチャンネルにて、日々動画を更新している。
※オフィシャルサイトを参照

## 出演

### 雑誌
- KERA（Vol.206） 2015年10月16日号
- グランブルーファンタジー・クロニクル（Vol.00） 2015年12月4日発売
- COSPLAY MODE 2016年1月10日号
- KERA（Vol.211） 2016年3月16日号
- KERA（Vol.213） 2016年5月16日号
- KERA（Vol.219） 2016年11月16日号

### テレビ
- 特捜警察ジャンポリス（テレビ東京：2016年1月8日、ジャンプフェスタ2016）

### インターネット放送
- AmebaFRESH!［なっこのゲーム実況ch」（2016年2月12日-、毎週土曜19：00-）
- AmebaFRESH!「女だらけのゲーム実況24時間生放送！」（2016年2月26日）
- AmebaFRESH!「女だらけのゲーム実況25時間生放送！」（2016年4月30日）
- OPENREC.tv「なっこのプンレク放送室」（2017年1月12日-、不定期更新）
- YouTube「なっこちゃんねる」（2017年4月26日開設-、不定期更新）
- YouTube「リネレボTV」年越し生放送スペシャル！（2017年12月31日）

### モデル・コンパニオン
- アニ玉祭公式イメージガール『すーぱーそに子』コスプレフォトコンテスト ソニックシティ賞
- 2015東京ゲームショウ Cygames「グランブルーファンタジー」（ヴィーラ役）
- ハラコレ'16 KERAステージ
- RAGE vol.3 Shadowverse オフライン予選大会　（ケルベロス役）
- RAGE vol.3 Shadowverse 「GRAND FINALS」　（ケルベロス役）
- Shadowverse Rise of Bahamut～ファミ通CUP2017～　東日本予選大会　DAY2　（ケルベロス役）
- Shadowverse Rise of Bahamut～ファミ通CUP2017～　西日本予選大会　DAY2　（ケルベロス役）
- Shadowverse Rise of Bahamut～ファミ通CUP2017～　決勝大会　（ケルベロス役）
- RAGE Shadowverse Tempest of the Gods　オフライン予選 大阪大会 DAY1,DAY2 （フォルテ役）
- みんなでバトろう シャドバフェス　Shadowverse Festival 2017 （フォルテ役）
- RAGE Shadowverse Tempest of the Gods　オフライン予選 東京大会 DAY1,DAY2 （フォルテ役）
- RAGE Shadowverse Tempest of the Gods　GRAND FINALS　（フォルテ役）
- TOKYO GAME SHOW　2017　EXYSブース　出演
- グラブルフェス 2017　公式コスプレイヤー （ヴィーラ役）
- RAGE Shadowverse World Grand Prix　（フォルテ役）
- PAXEast 2018　（クィーンヴァンパイアヴァンピィ役）
- みんなでバトろう シャドバフェス　Shadowverse Festival 2018 （クィーンヴァンパイアヴァンピィ役）
- DreamHack France 2018　（クィーンヴァンパイアヴァンピィ役）
- RAGE Shadowverse Brigade of the Sky　（ヴィーラ役）
- RAGE Shadowverse World Grand Prix 2018　（ヴィーラ役）

### 音楽
【なっこ名義】
- 「ブルーウォーター」カバー（2015年6月17日発売：配信販売）
- 「きらめく涙は星に」カバー（2016年1月27日発売：配信販売）
- 「流星より迅く」（2016年1月27日発売：配信販売）
- 「God knows...」カバー（2016年9月21日発売：配信販売）
- 「QUEEN：B」（2016年9月21日発売：配信販売）

【WOLFGANG OZ名義】
- 「MAZE」（2017年12月20日発売：配信販売）
- 「zero」（2018年4月18日発売：配信販売）
- 「Chloe」（2018年9月26日発売：配信販売）